# لوئیس کرامول بروکس
هنریتا لوئیس کرامول بروکس (انگلیسی: Henrietta Louise Cromwell Brooks) یک جامعه‌شناس آمریکایی اهل واشنگتن دی سی بود که به عنوان همسر اول ژنرال پنج ستاره داگلاس مک آرتور شناخته شده است.
او در طول زندگی خود چهار بار ازدواج کرد که همهٔ آنها به طلاق منجر شد.

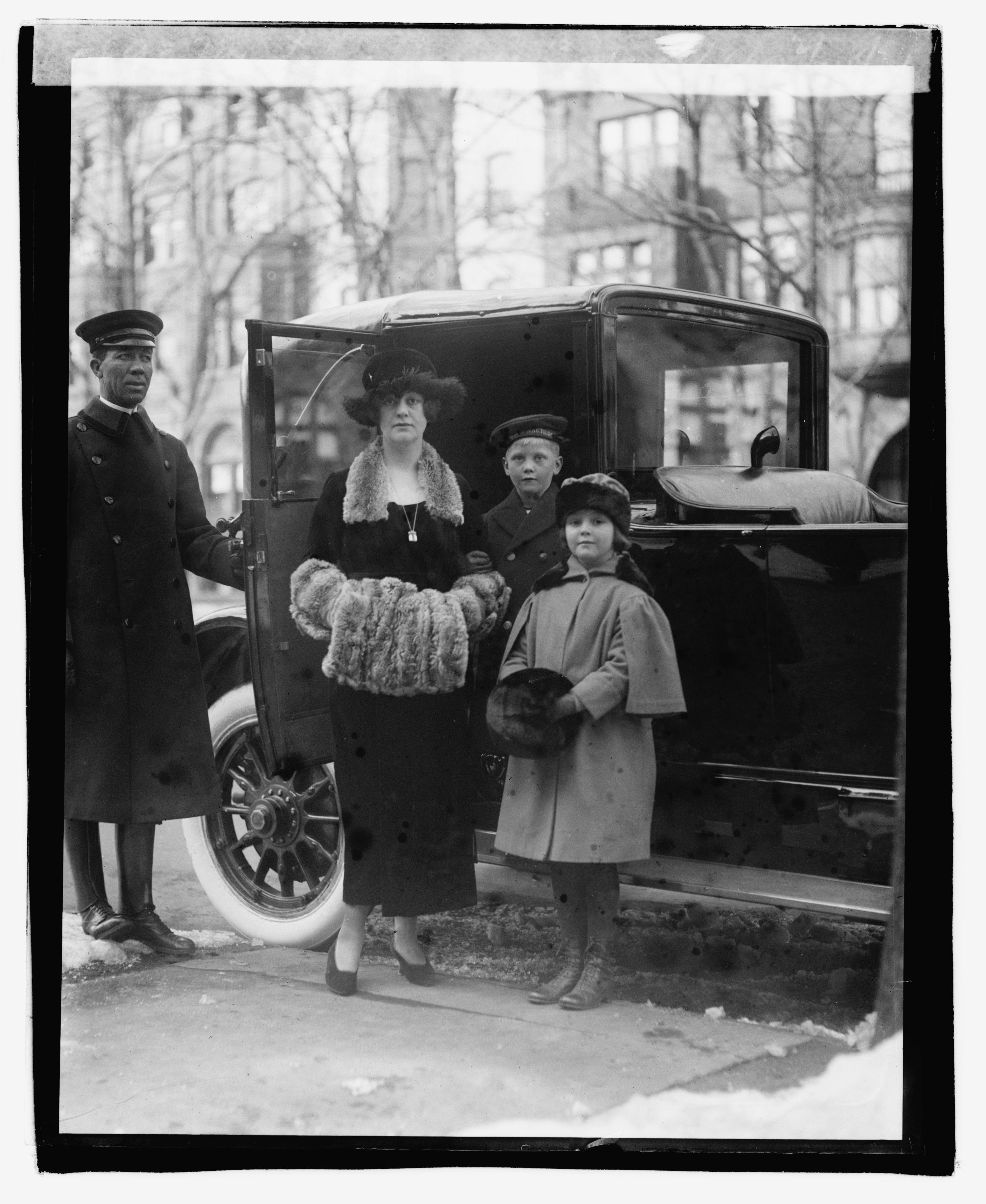
لوئیس کرامول با دو فرزند خود

## زندگی‌نامه
هنریتا لوئیس در ۱۴ سپتامبر ۱۸۹۰ در واشنگتن دی سی از ازدواج برتز کرامول و الیور کرامول به دنیا آمد. اولین ازدواج او در سال ۱۹۱۱ با والتر بوث بروکس رقم خورد که حاصل آن دو فرزند دختر و پسر بود. این ازدواج در سال ۱۹۱۹ به جدایی انجامید. ازدواج دوم او با ژنرال داگلاس مک آرتور در سال ۱۹۲۲ به وقوع پیوست که در این مدت از آنجا که ژنرال جان جی. پرشینگ نیز خواستار ازدواج با لوئیس بود، بین داگلاس و جان جی پرشینگ کدورت ایجاد شد و سرانجام این ازدواج نیز در سال ۱۹۲۹ به پایان رسید. او در سال ۱۹۴۳ با هنرپیشه بریتانیایی لیونل اتویل ازدواج کرد که آن هم در سال ۱۹۴۴ به جدایی ختم شد.
آخرین ازدواج او با آلف هایبرگ بود که سرانجامی مشابه داشت.
لوییس کرامول بروکس سرانجام در ۳۰ می ۱۹۶۵ در سن ۷۵ سالگی بر اثر حمله قلبی درگذشت.